# Come On You Reds
Come On You Reds — сингл 1994 года, записанный рок-группой «Status Quo» и посвящённый футбольному клубу «Манчестер Юнайтед». Он впервые вошёл в чарт синглов Великобритании 30 апреля 1994 года и оставался там на протяжении 15 недель, а две недели был №1 в чарте. Эта песня является единственным (по состоянию на 2018 год) клубным футбольным синглом, который достиг первой строчки в британском чарте - однако, «Back Home» (в 1970 году), «World in Motion» (в 1990 году), «Three Lions» (в 1996, 1998 и 2018 годах) и «Shout» (в 2010 году) возглавляли национальные чарты.

## История создания
Музыканты «Status Quo» решили взять за основу для песни свой сингл 1988 года «Burning Bridges», изменив лишь текст в соответствии с темой «Манчестер Юнайтед». Релиз сингла состоялся 18 апреля 1994 года, за четыре недели до финала Кубка Англии. Ко дню финала песня уже занимала первую строчку британских чартов и оставалась там на протяжении двух недель, после чего опустилась ниже, но оставалась в чарте в общей сложности 15 недель.
Интересно, что эта песня стала вторым и последним на данный момент синглом «Status Quo», занявшим первую строчку в британских чартах. Первым синглом, добившимся подобного успеха, стал «Down Down» в январе 1975 года.

## Чарты
| Чарт (1994)                     | Пиковая позиция |
| ------------------------------- | --------------- |
| Дания (IFPI)                    | 1               |
| Европа (Eurochart Hot 100)      | 7               |
| Ирландия (IRMA)                 | 2               |
| Норвегия (VG-lista)             | 7               |
| Шотландия (OCC Scotland)        | 4               |
| Великобритания (OCC UK Singles) | 1               |

| Чарт (1994)                | Позиция |
| -------------------------- | ------- |
| Европа (Eurochart Hot 100) | 71      |
| UK Singles (OCC)           | 12      |

## Сертификация
| Регион                                                      | Сертификация | Продажи  |
| ----------------------------------------------------------- | ------------ | -------- |
| Великобритания (BPI)                                        | Серебряный   | 200 000^ |
| ^ Данные о тиражах приведены только на основе сертификации. |              |          |